# 파트마 알리예 토푸즈

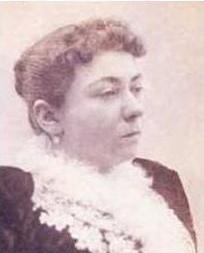
파트마 알리예

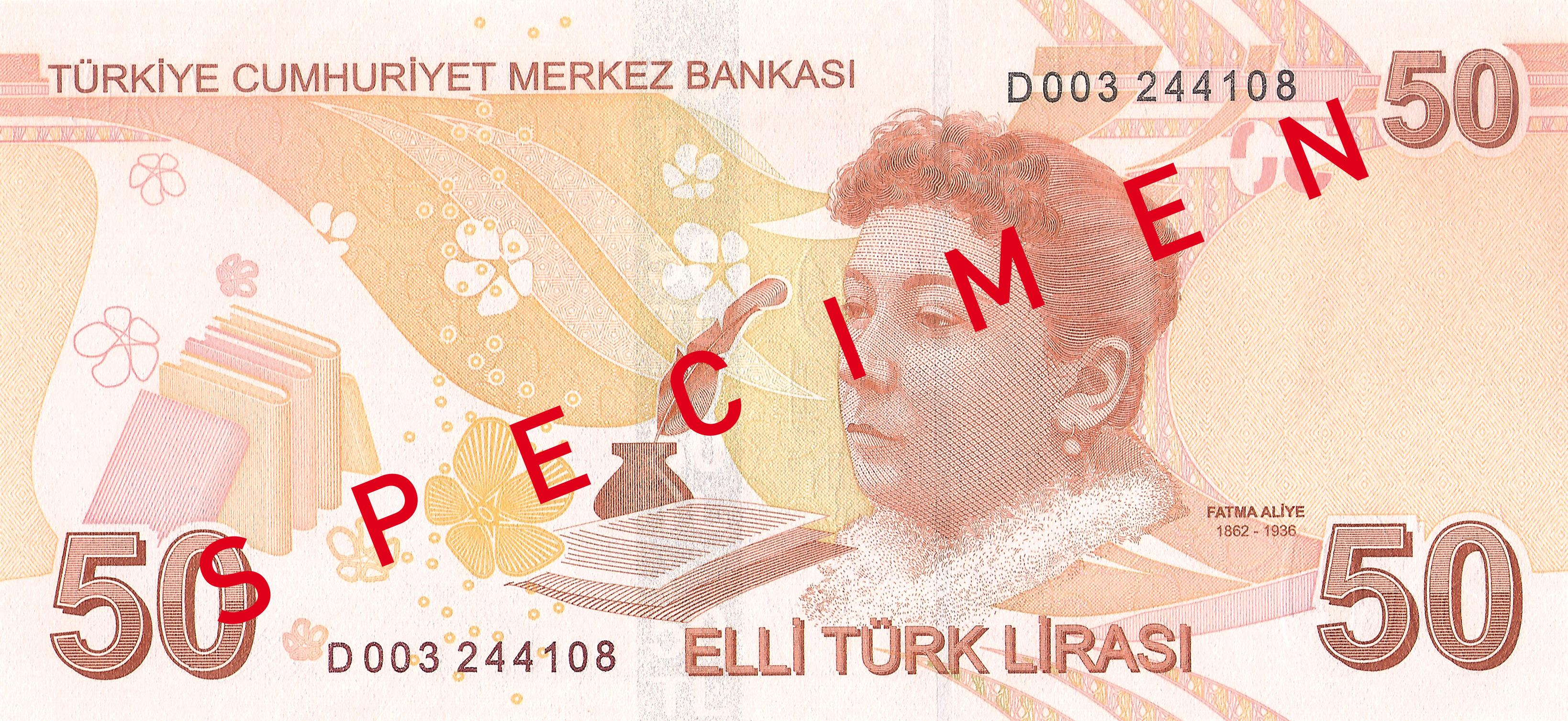
파트마 알리예의 초상이 들어간 50리라 지폐

파트마 알리예 토푸즈(튀르키예어: Fatma Aliye Topuz, 1862년 10월 9일 ~ 1936년 7월 13일) 또는 파트마 알리예는 오스만 제국 및 터키 공화국의 소설가, 수필가, 번역가, 칼럼니스트, 여권 운동가, 인도주의자이다. 오스만 문단에서 최초로 중요한 활동을 한 여성 작가이자, 최초로 문학 작품을 통해 여성 문제를 논의한 작가로 평가받고 있다. 파트마를 기려 2009년부터 발행되고 있는 터키의 50리라권 신 리라 지폐의 뒷면에는 그녀의 초상이 들어 있다.

## 여권 운동
파트마는 제정 시절에 이슬람 교육을 받고 자랐지만, 프랑스어도 배우는 등 서구 문물의 영향도 받은 여성이었다. 파트마는 이런 이중적인 문화적 배경 하에서 1891년 터키의 여성 문제를 새로운 차원에서 쟁점화시킨 수필집 《이슬람 여성(오스만 튀르크어: Nisvan-ı İslam 니스바느 이슬람)》을 발표하게 된다. 대화 형식으로 구성된 이 작품에서 파트마는 아버지의 저택을 방문한 여성들의 입으로 오스만 여성의 이혼과 교육, 히잡 착용 문제, 하렘 문제, 일부다처제 문제, 사회 생활에서 여성의 위치 등에 관해 서술하고 있다.
파트마는 일부다처제에 반대하는 입장이었는데, 신문 지면을 통해 이에 찬성하는 남성 작가들과 적극적인 논쟁을 벌이기도 했다. 그의 노력을 통해 차츰 당시의 계몽적 지식인들도 성별에 무관하게 일부다처제에 관한 회의적인 시각을 받아들이기 시작하였다.

## 작품 목록

### 소설
- Muhadarat (1892)
- Hayal ve Hakikat (《환상과 진상》, 1894)
- Raf'et (1898)
- Udi (1899)
- Enin (1910)
- Levayih-i Hayat (《삶의 장면》)

### 수필
- Nisvan-ı İslam (《이슬람의 여성》, 1891)
- Namdaran-ı Zenan-ı İslamıyan (《유명한 무슬림 여성》, 1895)
- Osmanlıda Kadın: "Cariyelik, Çokeşlilik, Moda" (《오스만의 여성: 첩, 일부다처제, 풍조》, 1895)
- 마흐무드 에사드와 공저, Taaddüd-i Zevcat (《일부다처제》)
- Teracim-i Ahval-ı Felasife (《철학자의 전기》, 1900)
- Tedkik-i Ecsam (1901)
- Ahmed Cevdet Paşa ve Zamanı (《아흐메드 제브데트 파샤와 그의 시간》, 1914)
- Kosova Zaferi / Ankara Hezimeti: Tarih-i Osmaninin Bir Devre-i Mühimmesi (《코소보의 승리 / 앙카라의 패배: 오스만 역사의 중대한 시기》, 1915)

### 번역물
- 조르주 오네의 소설 《의도(Volonté, 1888)》를 《의도(Meram, 1890)》로 번역

## 참고 문헌
- 이난아, 《터키 문학의 이해》, 월인, 2006